# Georg von Hauberrisser

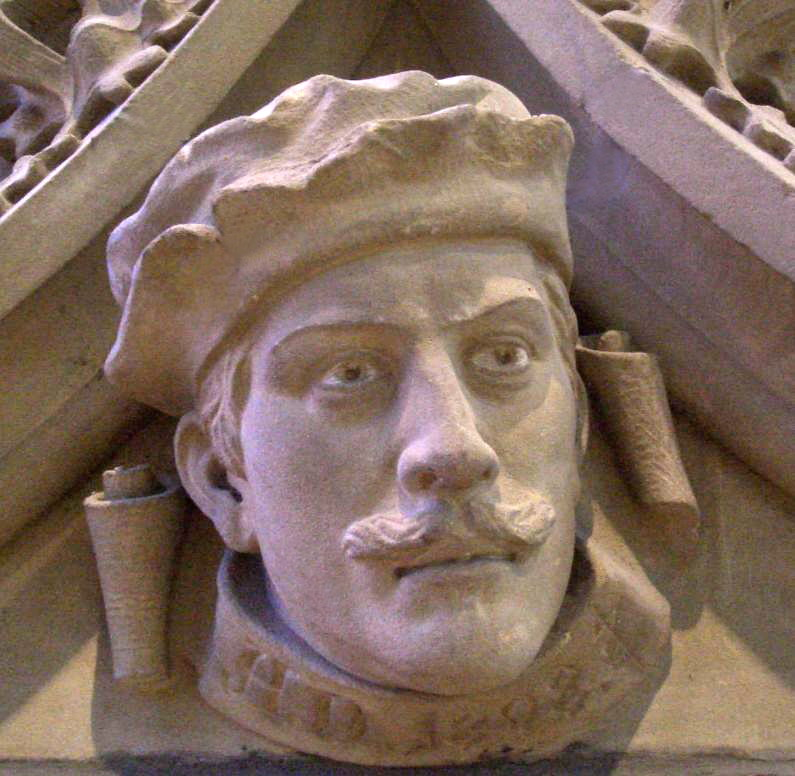
Busto de Hauberrisser en St. Paul

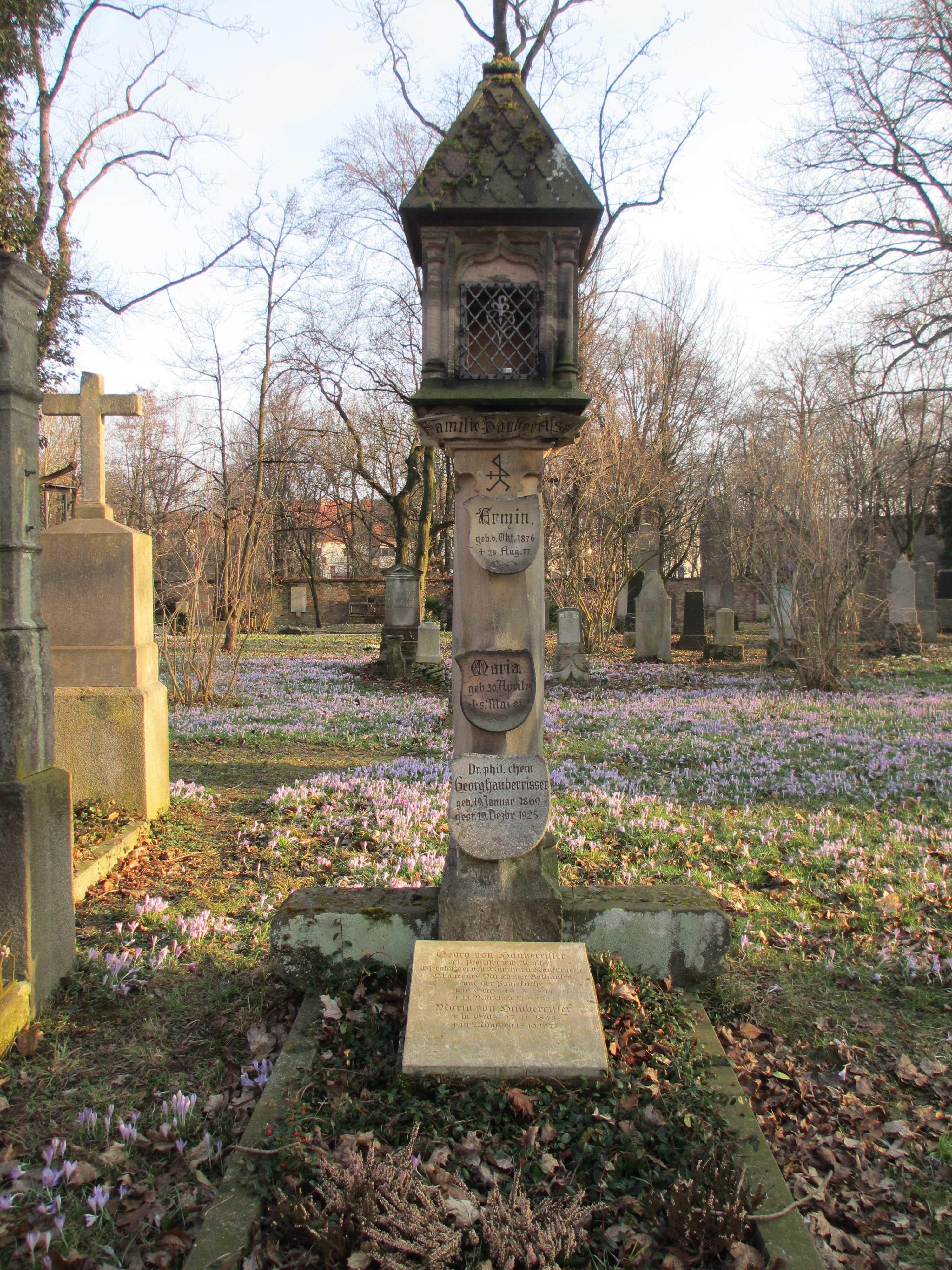
La tumba de Georg Hauberrisser en el Viejo Cementerio del Sur en Múnich

Georg Joseph Hauberrisser, desde 1901 Georg Ritter von Hauberrisser (Graz, 19 de marzo de 1841 - Múnich, 17 de mayo de 1922) fue un arquitecto de origen austriaco nacionalizado alemán.

## Biografía
Representante del romanticismo alemán, persiguió durante su carrera arquitectónica retomar los cánones de varios períodos históricos anteriores, para lograr una verdadera reformulación estilística. Obviamente la Edad Media fue para él una de las fuentes de inspiración cada vez más recurrente.
Construyó el Nuevo Ayuntamiento de Múnich inspirado por elementos góticos —que rápidamente  se convirtió en un ejemplo para sus contemporáneos— y el Nuevo Ayuntamiento de Wiesbaden en la arquitectura renacentista.
Hauberisser también se distingue por sus obras religiosas, como la iglesia de San Pablo de Múnich.

## Distinciones
- 1871: Medalla de oro en Múnich.
- 1873: Medalla de Honor de la Exposición Universal de Viena.
- 1874: miembro de honor  de la Academia de Bellas Artes de Múnich.
- 1876: Profesor real de la Academia de Bellas Artes de Múnich.
- 1893:  Medalla de la Orden de Maximiliano para la Ciencia y las Artes.
- 1895: Pequeña medalla de oro  en la Gran Exposición de Arte de Berlín.
- 1911: Dr. techn. h. c. de la Universidad Técnica de Graz.
- Orden de la Corona de Hierro Clase III.
- Real Orden de Prusia Clase III.
- Ciudadano honorario de Múnich.
- Ciudadano honorario  de Kaufbeuren.

## Galería de imágenes

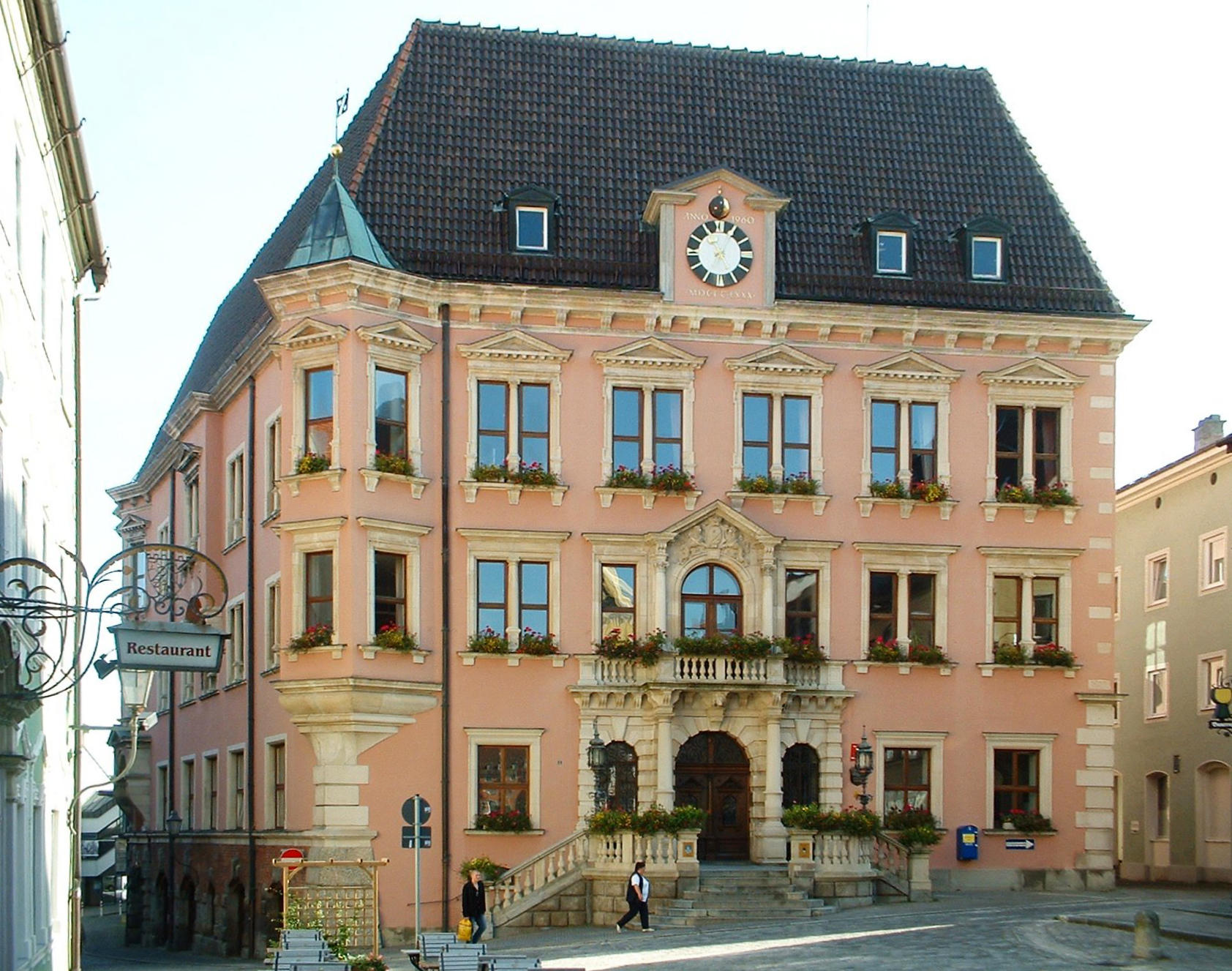
Ayuntamiento de Kaufbeuren
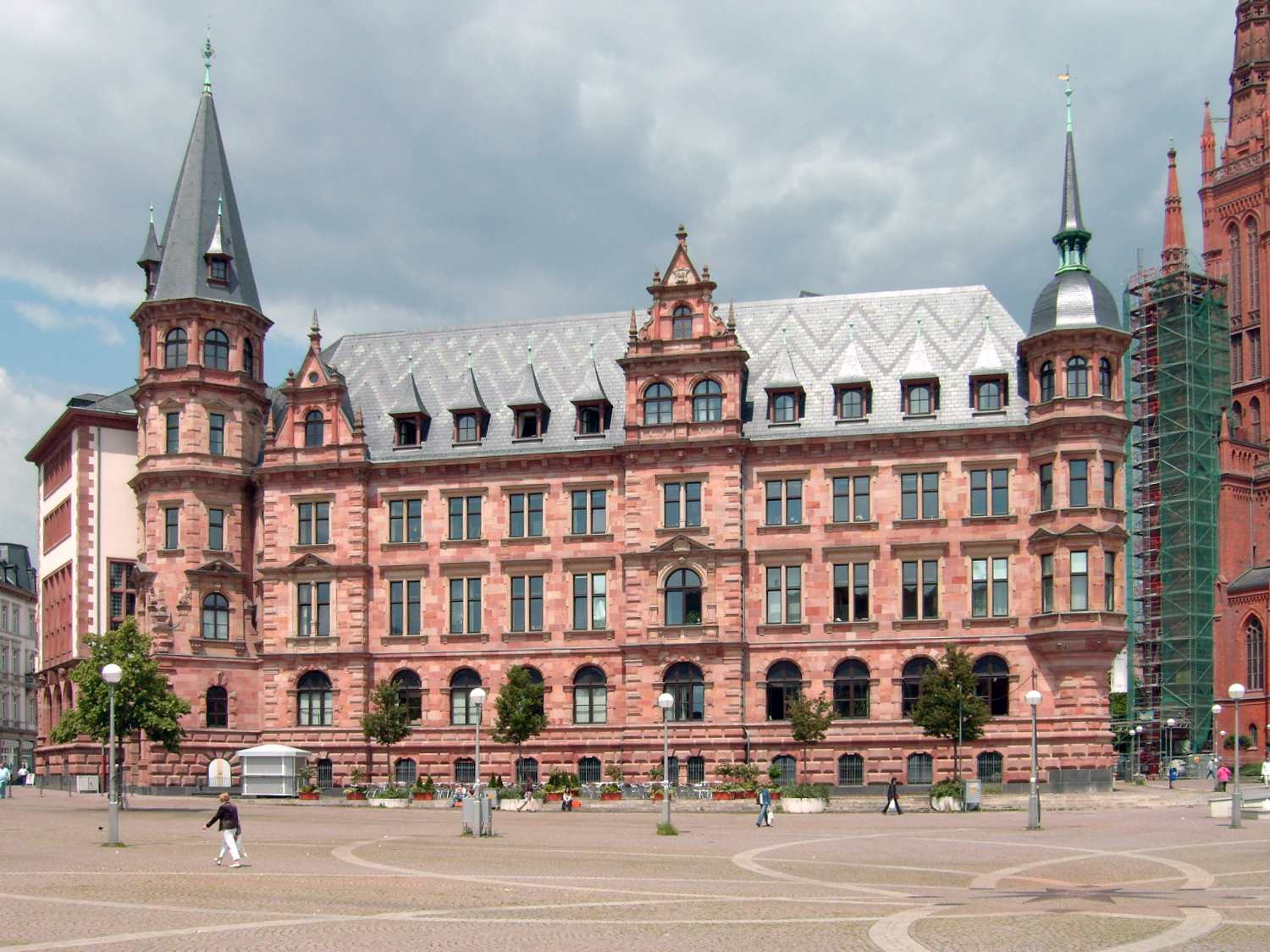
Nuevo Ayuntamiento de Wiesbaden
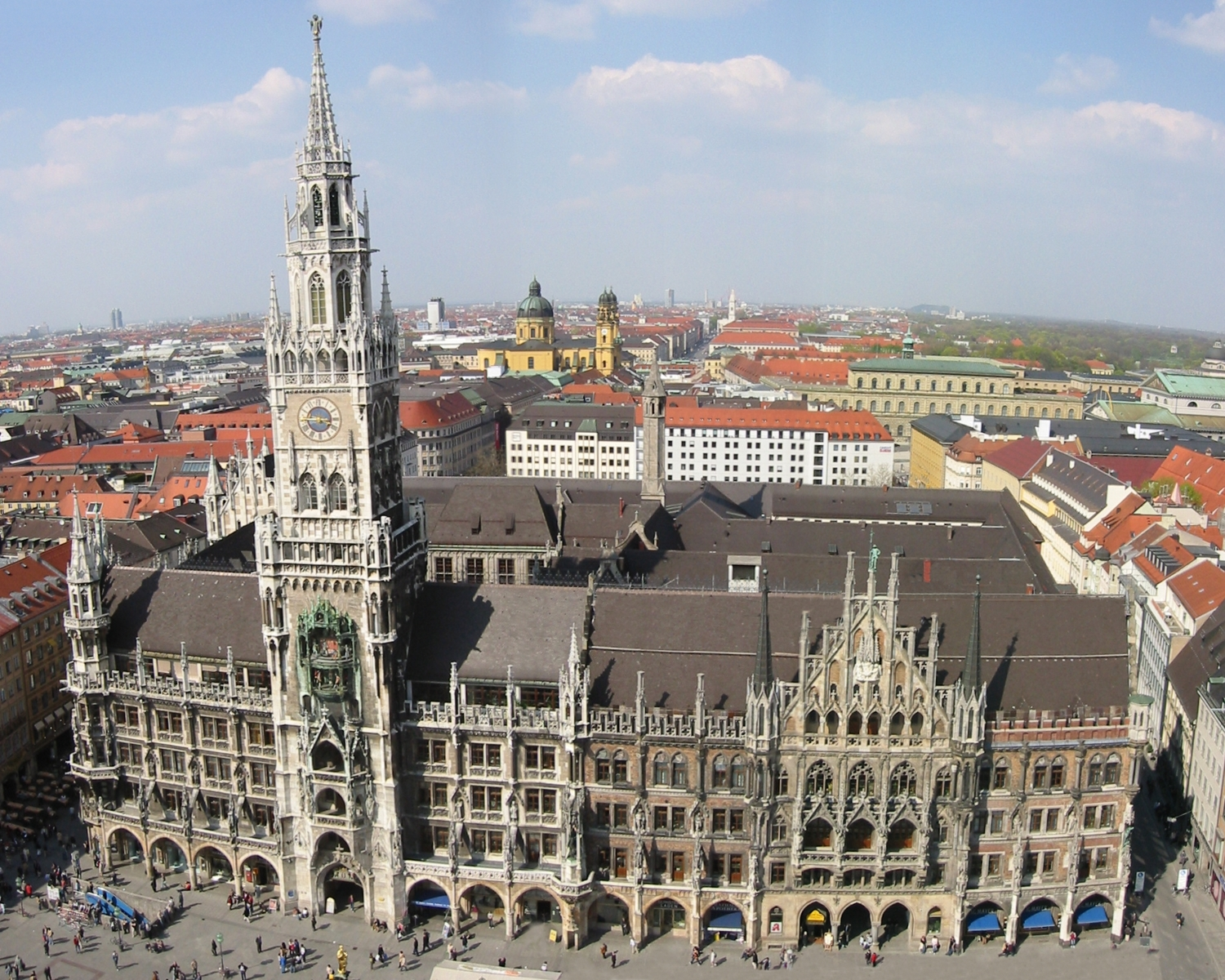
Nuevo Ayuntamiento de Múnich
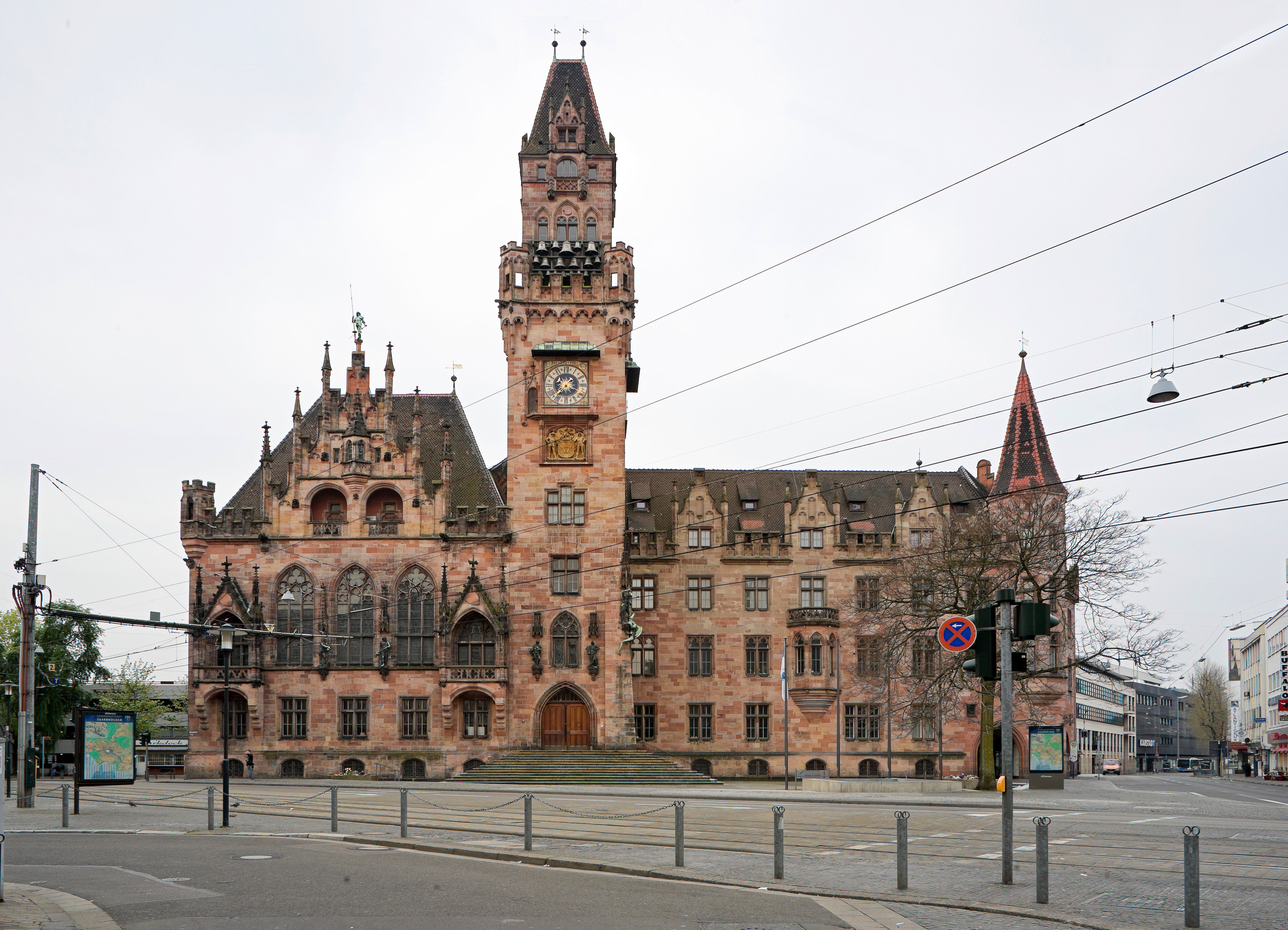
Saarbrücker Rathaus St. Johann

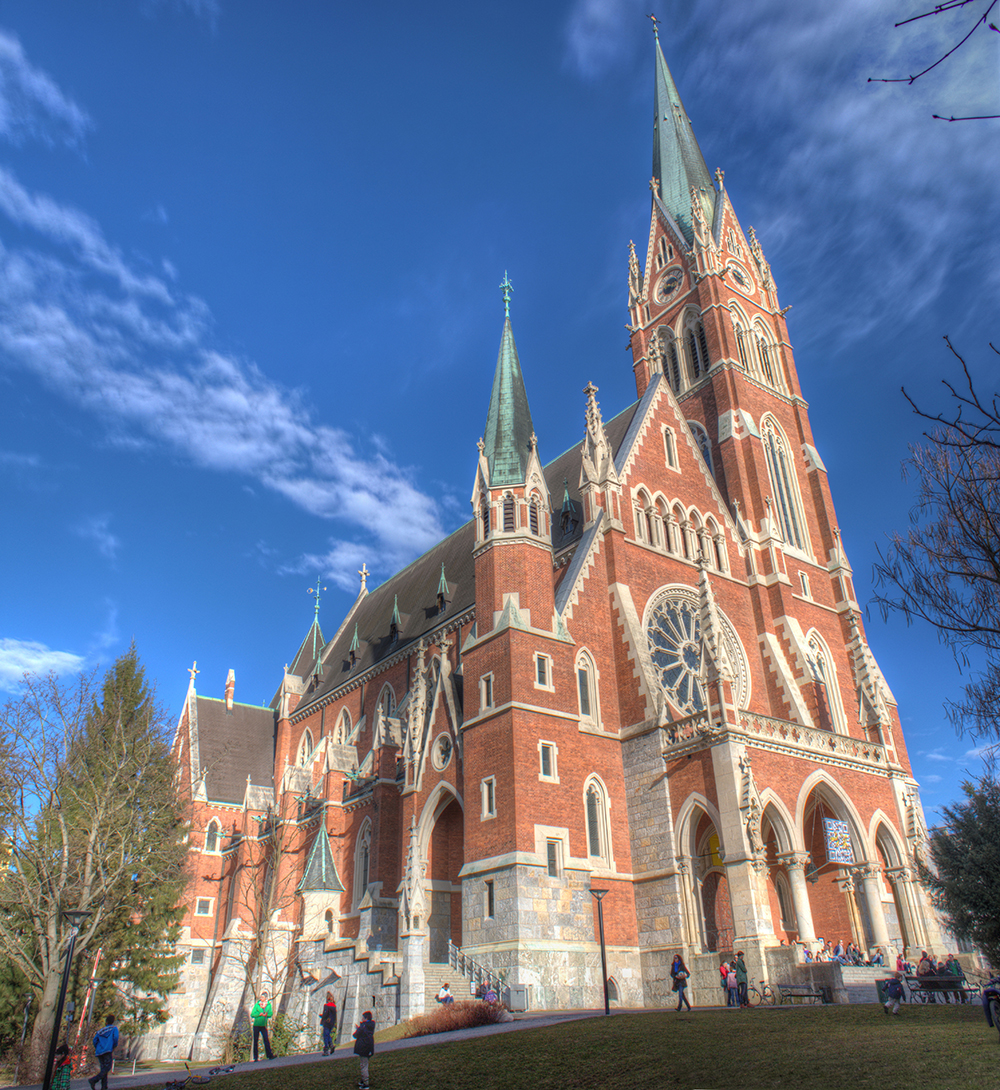
Iglesia del Sagrado Corazón de Jesús en Graz  (1881-1887; la dirección de obras fue de  Robert Mikovics)
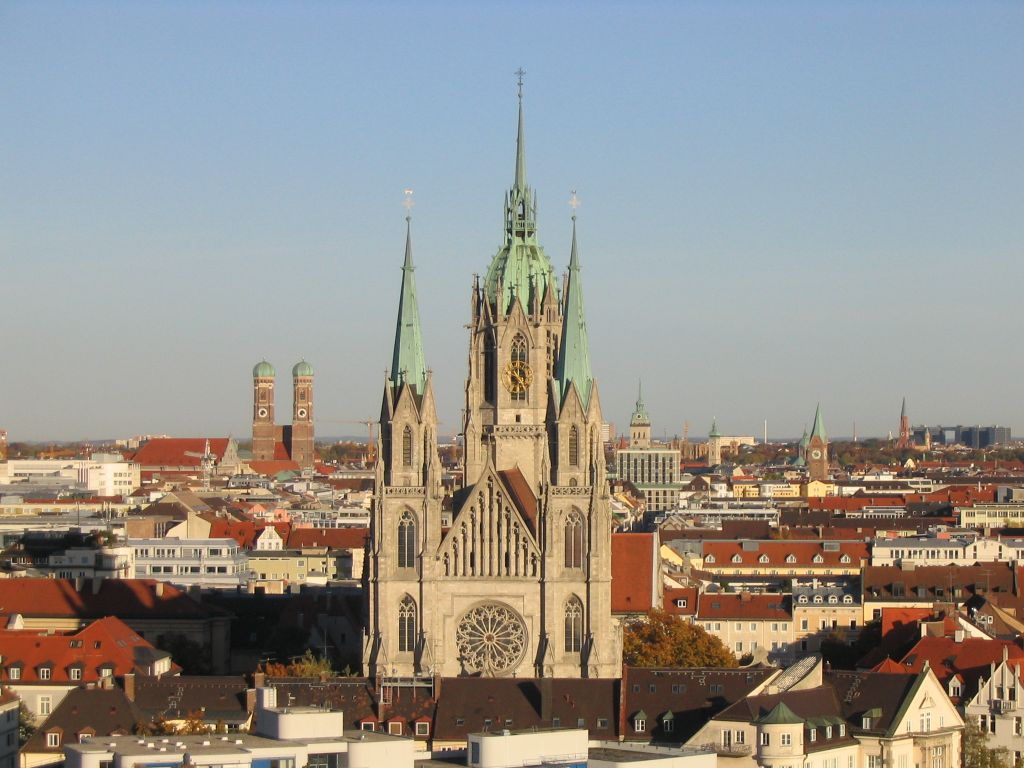
Iglesia de San Pablo de Múnich
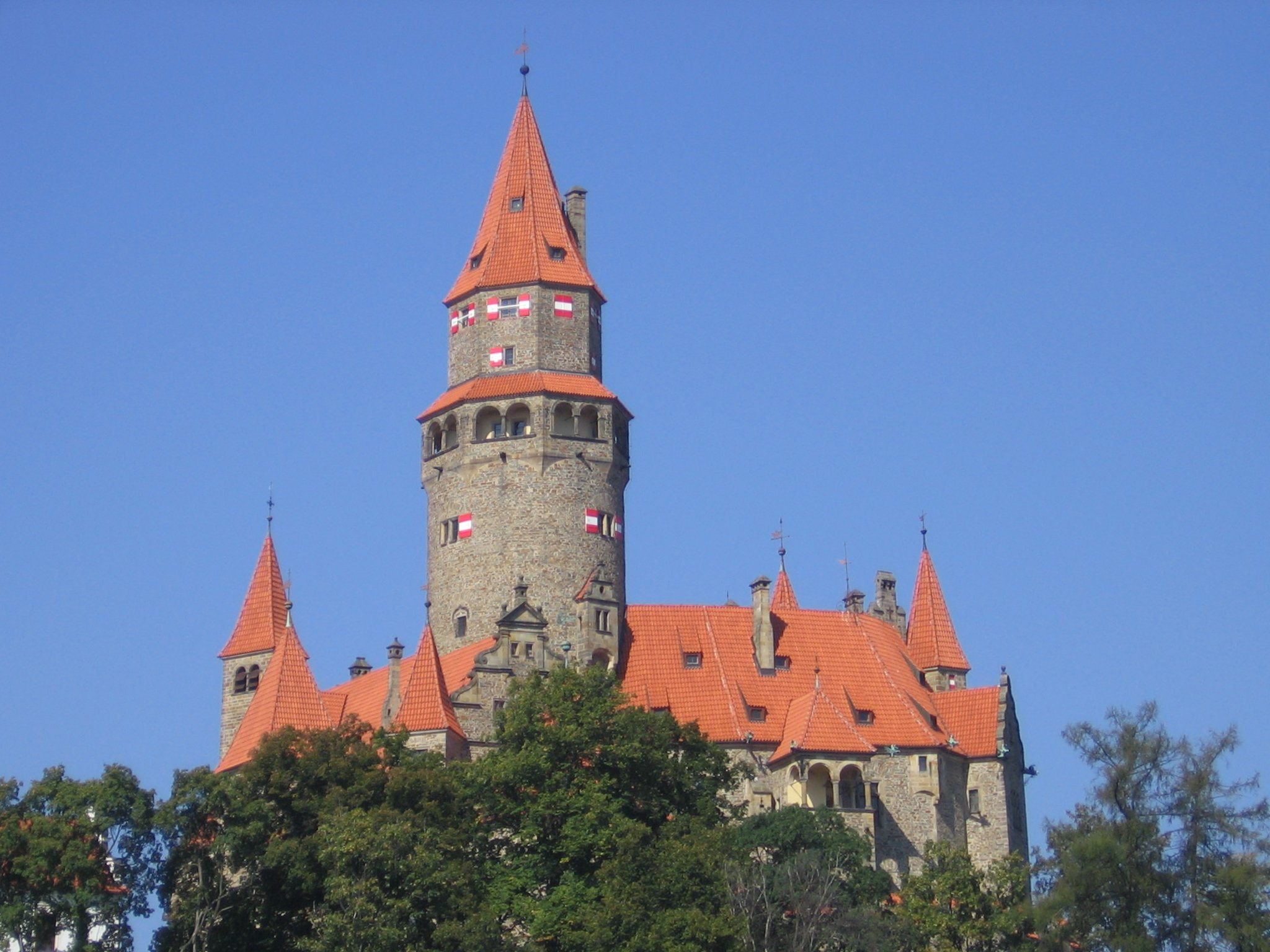
Castillo de Bouzov (reconstrucción)
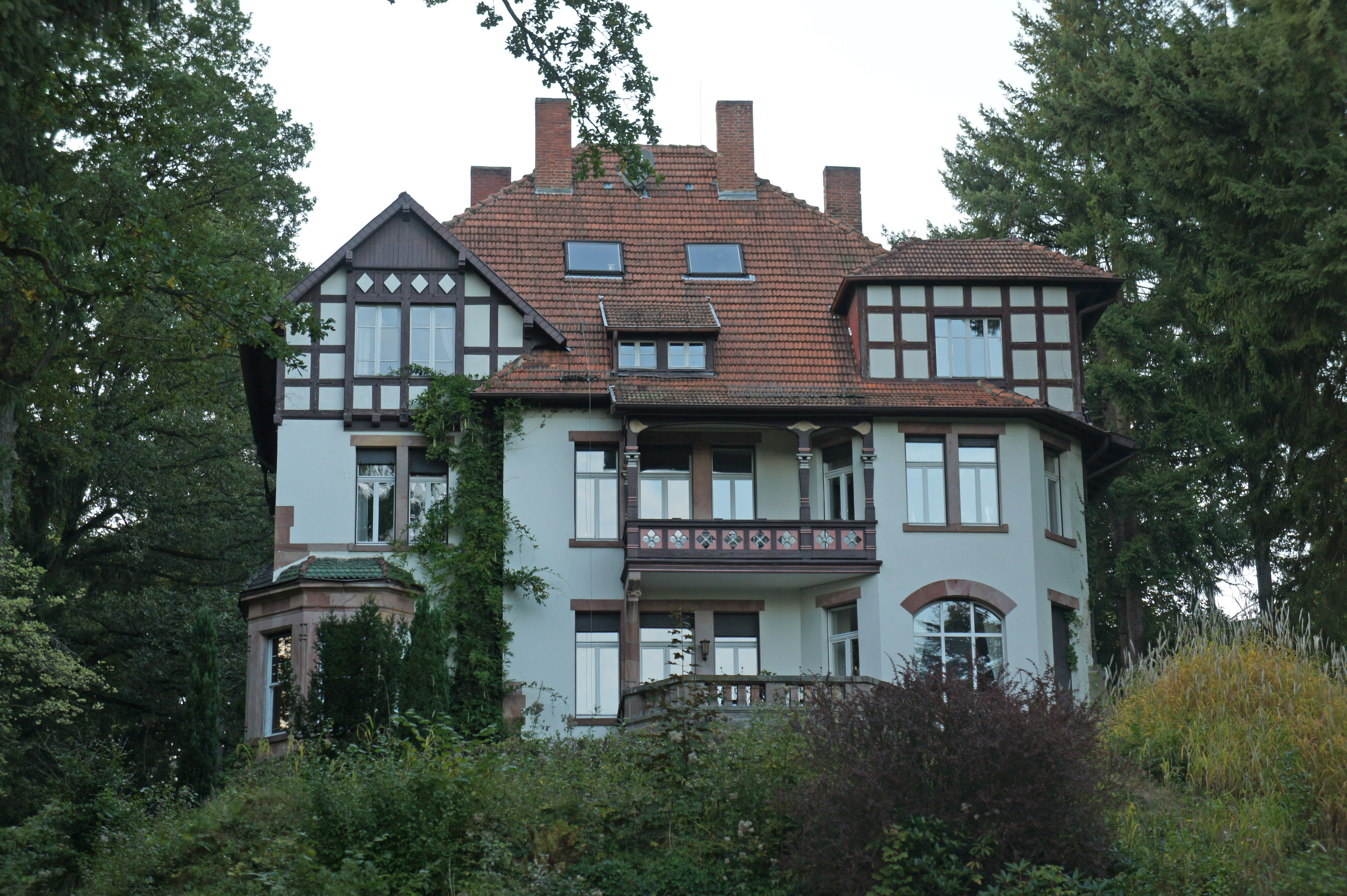
Gut Junkerwald am Weiher in Niederwürzbach